# Michael Emerson
Michael Emerson (nacido el 7 de septiembre de 1954, en Cedar Rapids, Iowa) es un actor estadounidense conocido por sus papeles en teatro, pero también se ha dedicado a las series y películas para televisión. Se le ha podido ver en la gran pantalla en primera parte de "Saw" y "La leyenda del Zorro".
Sus actuaciones en televisión están basadas en series como "Ley y Orden", "The X-Files" y "The Practice", siendo su trabajo más reconocido el papel como Ben Linus en la serie "Lost" (Perdidos). Ha interpretado a Finch, un hacker multimillonario con un misterioso pasado, en "Person of Interest', serie que comenzó a emitirse en septiembre de 2011.
Ganó el Emmy en el año 2001, como Mejor Actor Invitado en Serie Dramática por su participación en The Practice, ganándolo también en el año 2009, como Mejor Actor de Reparto por su trabajo en Lost.

## Filmografía

### Cine
| Año  | Película            | Papel        |
| ---- | ------------------- | ------------ |
| 1998 | Playing by Heart    | Bosco        |
| 2002 | The Laramie Project | Reverendo    |
| 2002 | Unfaithful          | Josh         |
| 2004 | Saw                 | Zep Hindle   |
| 2004 | Straight-Jacket     | Victor       |
| 2005 | The Legend of Zorro | Harrigan     |
| 2006 | Jumping off Bridges | Frank Nelson |
| 2008 | Ready? OK!          | Charlie New  |

### Televisión
- The Practice / William Hinks, 2000-2001
- Law & Order: Criminal Intent - episodio "Phantom" / Gerald "Gerry" Rankin, 2001.
- The X-Files - episodio "Sunshine Days" / Oliver Martin, 2002.
- Without a Trace - episodio "Victory for Humanity" / Stuart Wesmar, 2003.
- Law & Order: Special Victims Unit - episodio "Ritual" / Allan Shaye, 2004.
- The Inside - episodio "Pre-Filer" / Marty Manning, 2005.
- Lost / Benjamin Linus 2006–2010.
- Person of Interest / Harold Finch (con doblaje al español de Miguel Ayones),[1] 2011-2016.
- Arrow  / Cayden James, 2017-2018.
- Evil 2019-2020.
- Fallout (serie de televisión), 2024-?? / Dr. Siggi Wilzig.
- Mis aventuras con Superman, 2024-presente / Brainiac (voz)

### Teatro
- Othello, University of North Florida [6]
- Noises Off/Gary, Teatro Jacksonville[6], 1986 o 1987 [7].
- Romeo and Juliet, Shakespeare en el encuentro, 1987 [8].
- The Importance of Being Earnest, teatro Arkansas Repertory, 1990.
- Parts Unknown, Players-By-The-Sea teatro, Jacksonville Beach, Florida, 1993.
- Hamlet/Hamlet, Players-By-The-Sea teatro, Jacksonville Beach, Florida [9].
- The Tempest/Ferdinand, Alabama Shakespeare Festival, 1994 o 1995 [10].
- The Way of the World/Wishfort, Alabama Shakespeare Festival, 1994 o 1995 [10].
- Hamlet/Rosencrantz, Alabama Shakespeare Festival, 1994 o 1995 [10].
- All's Well That Ends Well, Alabama Shakespeare Festival, 1994 o 1995 [10].
- Henry IV, Part 1, Alabama Shakespeare Festival, 1994 o 1995 [10].
- A Christmas Carol, Alabama Shakespeare Festival, 1994 o 1995 [10].
- The Crucible, Alabama Shakespeare Festival, 1994 o 1995 [10].
- Amadeus, Arkansas Repertory Teatro, 1995.
- Androcles and the Lion, Alabama Shakespeare Festival, 1995 o 1996 [10].
- Gross Indecency: The Trials of Oscar Wilde/Oscar Wilde, Minetta Lane Teatro, off-Broadway, 1997–1998.
- The Misanthrope, Classic Stage Company, 1998.
- The Iceman Cometh/Willie Oba, Brooks Atkinson Teatro, 1999.
- Give Me Your Answer, Do!/David Knight, Gramercy Teatro, off-Broadway, 1999–2000.
- Hedda Gabler/George Tesman, Williamstown Teatro Festival, Main Stage, 2000.
- Hedda Gabler/George Tesman, Ambassador Teatro, Broadway, 2001–2002.
- Only the End of the World/Louis, Teatro 3, off-Broadway, 2002.
- Frequency Hopping/George Antheil, Hourglass Group, 2002.
- Tartuffe/Cleante, American Airlines Teatro, Broadway, 2003.
- Measure for Measure/Duke Vincentio, California Shakespeare Teatro, Orinda, California, 2003.
- Someone Who'll Watch Over Me, The Ridgefield Playhouse for Movies and the Performing Arts, 2004.
- Hamlet/Ghost, Claudius, Osric, and Guildenstern, McCarter Teatro Center, Princeton, New Jersey, 2005.
- Bach at Leipzig/Schott, New York Teatro Workshop, 2005.
- Likeness, Primary Stages Teatro (307 W. 38th Street), 2008.
- Every Good Boy Deserves Favor, Chautauqua Teatro Company, 2008.